# Mühlkamm
Mühlkamm ist eine Wüstung auf dem Gemeindegebiet der Stadt Schwarzenbach am Wald im Landkreis Hof (Oberfranken, Bayern).

## Geografie
Die Einöde lag auf einer Höhe von 467 m ü. NHN an einem namenlosen linken Zufluss der Thiemitz, der unmittelbar nördlich in dieselbe mündet, und war allseits von Wald umgeben. Ein Wirtschaftsweg führte nach Götzengrund (0,6 km südöstlich).

## Geschichte
Von 1797 bis 1810 unterstand Mühlkamm dem Justiz- und Kammeramt Naila. Infolge des Ersten Gemeindeedikts wurde Mühlkamm dem 1812 gebildeten Steuerdistrikt Bernstein und der zugleich entstandenen Ruralgemeinde Bernstein zugewiesen.

### Einwohnerentwicklung
| Jahr      | 1861  | 1871  | 1885  | 1900  | 1925  |
| Einwohner | 8     | 9     | 3     | 6     | 6     |
| Häuser    |       |       | 1     | 1     | 1     |
| Quel      | [ 3 ] | [ 4 ] | [ 5 ] | [ 6 ] | [ 7 ] |

## Religion
Mühlkamm war ist evangelisch-lutherisch geprägt und nach St. Michael (Bernstein am Wald) gepfarrt.